# Leon Kieres

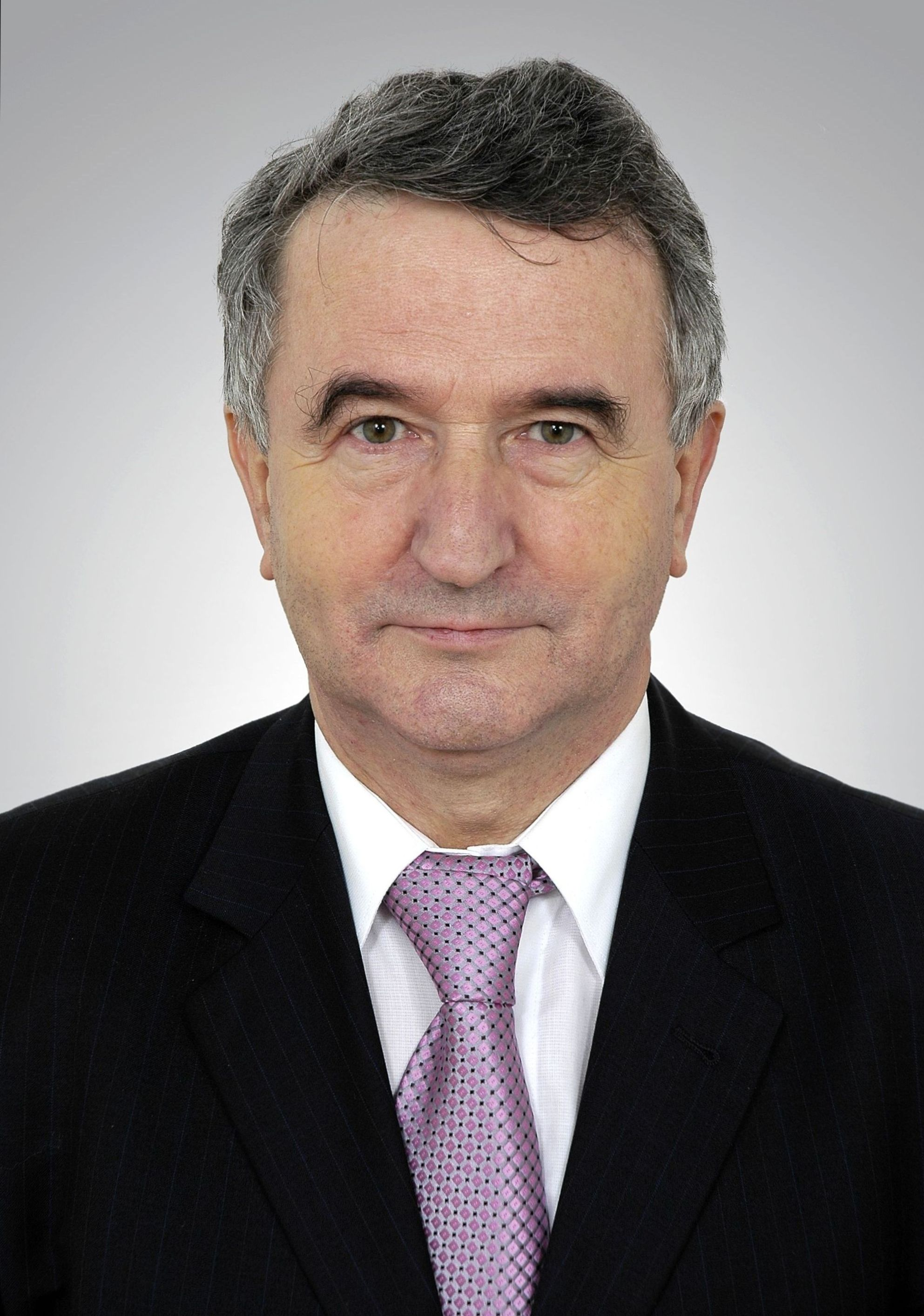
Leon Kieres (2010)

Leon Kieres (* 26. Mai 1948 in Kolonia Zielona, Gmina Gródek) ist ein polnischer Politiker (UW, PO) und Jurist, von 2012 bis 2021 Richter des Verfassungsgerichtshofes und war von 2000 bis 2005 Präsident des polnischen Institutes für Nationales Gedenken (IPN). Von 1997 bis 2000 und von 2007 bis 2011 war er Mitglied des Senats der Republik Polen.

## Leben und Beruf
Kieres studierte.  Jura an der Universität Breslau. Nach dem Masterabschluss 1970 wurde er 1976 an derselben Universität mit der Arbeit „Zalecenia RWPG w sprawie koordynacji narodowych planów gospodarczych i ich realizacja w PRL“ promoviert. 1985 habilitierte er sich in Breslau mit der Arbeit „Zagraniczne przedsiębiorstwo socjalistyczne w Polsce. Studium prawno-administracyjne“. Er arbeitete an der Universität Breslau zunächst als Assistent, ab 1976 als Assistenzprofessor und seit 1986 als außerordentlicher Professor. 1996 wurde er zum ordentlichen Professor ernannt. Vom 8. Juni 2000 bis zum 22. Dezember 2005 war er Präsident des Institutes für Nationales Gedenken. Sein Nachfolger wurde Janusz Kurtyka († 2010).
Im Juli 2012 wählte der Sejm ihn zum Richter am Verfassungsgerichtshof. Seine Amtszeit dauerte bis 2021 an.

## Politik
Von 1980 an war Kieres Mitglied der Solidarność. Er nahm als Berater der niederschlesischen Delegation am ersten landesweiten Delegiertenkongress teil. Zudem war er Rechtsberater des regionalen Gewerkschaftsvorstandes und Gewerkschaftssekretär an der Universität Breslau. Nach der politischen Wende in Polen wurde er bei den Selbstverwaltungswahlen 1990 und 1994 in den Stadtrat von Breslau gewählt und fungierte als dessen Präsident. Von 1992 bis 2004 vertrat er Polen im Kongress der Gemeinden und Regionen des Europarates. In dieser Funktion war Wahlbeobachter bei den Kommunalwahlen 1997 in Kroatien und 1998 in Bosnien-Herzegowina. Für sein eigenes Wahlkomitee wurde er 1997 in den Senat der Republik Polen gewählt. Bei den Selbstverwaltungswahlen 1998 wurde er für die Unia Wolności in den Woiwodschaftssejmik der neuen Woiwodschaft Niederschlesien gewählt. Seine Mandate legte er Mitte 2000 nieder.
Bei den Selbstverwaltungswahlen 2006 kehrte er für die Platforma Obywatelska in den Woiwodschaftssejmik von Niederschlesien zurück und wurde zu dessen Woiwodschaftsmarschall gewählt. 2007 wurde er neuerlich in den Senat gewählt, verpasste aber 2011 die Wiederwahl.

## Ehrungen
- 1978 Bronzenes Verdienstkreuz der Republik Polen
- 1996 Ritterkreuz des Ordens Polonia Restituta
- 1998 Silvesterorden